# Violator
Violator – siódmy album studyjny zespołu Depeche Mode, wydany 19 marca 1990 przez wytwórnię Sire Records.
Utwór „Personal Jesus” został umieszczony na 368. miejscu listy 500 utworów wszech czasów dwutygodnika „Rolling Stone”. W 2003 album został sklasyfikowany na 342. miejscu listy 500 albumów wszech czasów tego samego magazynu.
W Polsce nagrania uzyskały certyfikat platynowej płyty.

## Opis albumu
Violator jest siódmym (ósmym – USA) albumem grupy Depeche Mode, wydanym w 1990 roku. Znalazły się na nim kompozycje stworzone przez Martina Lee Gore’a. Album określany jest jako przełom w twórczości grupy. Uwagę zwracają na nim utwory „Enjoy the Silence”, „World in My Eyes”, „Policy of Truth”, „Clean” oraz „Personal Jesus”. Ponadto, nagrywając utwór „Interlude #2 - Crucified”, stanowiący outro wersji albumowej utworu „Enjoy the Silence”, David Gahan gra na gitarze akustycznej, a Andrew Fletcher w jednym z momentów piosenki mówi „Crucified!”.

## Lista utworów
| Nr | Tytuł utworu            | Długość |
| -- | ----------------------- | ------- |
| 1. | „World in My Eyes”      | 4:26    |
| 2. | „Sweetest Perfection”   | 4:44    |
| 3. | „Personal Jesus”        | 4:56    |
| 4. | „Halo”                  | 4:31    |
| 5. | „Waiting for the Night” | 6:07    |
| 6. | „Enjoy the Silence”     | 6:13    |
| 7. | „Policy of Truth”       | 4:55    |
| 8. | „Blue Dress”            | 5:42    |
| 9. | „Clean”                 | 5:29    |
|    |                         | 47:03   |

## Edycja kolecjonerska z 2006 roku
Dysk 2 zawiera materiał DVD wraz z filmem dokumentalnym Depeche Mode 1989–90 (If You Wanna Use Guitars, Use Guitars)
Album Violator jest w formacie DTS 5.1, Dolby Digital 5.1 and PCM Stereo [48 kHz/24bit] dodatkowo zawiera następujące utwory :
| Nr | Tytuł utworu               | Długość |
| -- | -------------------------- | ------- |
| 1. | „Dangerous”                | 4:22    |
| 2. | „Memphisto”                | 4:02    |
| 3. | „Sibeling”                 | 3:15    |
| 4. | „Kaleid”                   | 4:18    |
| 5. | „Happiest Girl (Jack Mix)” | 4:58    |
| 6. | „Sea of Sin (Tonal Mix)”   | 4:46    |
|    |                            | 25:41   |

## Twórcy albumu
- David Gahan – wokale główne (z wyjątkiem „Sweetest Perfection” i „Blue Dress”), chórki („Sweetest Perfection”), sampler, gitara akustyczna („Interlude #2 – Crucified”)
- Martin Gore – syntezator, gitara, chórki, wokale główne („Sweetest Perfection” i „Blue Dress”), sampler
- Andrew Fletcher – syntezator, zarządzanie, sampler, gitara basowa, chórki, wokale („Interlude #2 – Crucified”)
- Alan Wilder – syntezator, chórki, perkusja elektroniczna („Personal Jesus”), perkusja

- Produkcja: Depeche Mode i Flood
- Nagrywano w The Church Studios i Master Rock Studios w Londynie, Axis Studios w Nowym Jorku, Logic Studio w Mediolanie i PUK Studios w Danii
- Inżynierowie: Pino Pischetola, Peter Iversen, Steven Lyon, Goh Hotoda, Alan Gregorie, Dennis Mitchel i Phil Legg
- Miks: Francois Kevorkian, Daniel Miller i Flood
- Autor okładki: Anton Corbijn i AREA
- Wydawca:
- Dystrybucja:
- Etykieta: Sire Records